# Lescuraea glacialis
Lescuraea glacialis là một loài Rêu trong họ Leskeaceae. Loài này được J.J. Amann mô tả khoa học đầu tiên năm 1919.